# ناکاشیبتسو، هوکایدو
ناکاشیبتسو، هوکایدو (به لاتین: Nakashibetsu, Hokkaido) یک منطقهٔ مسکونی در ژاپن است که در Shibetsu District واقع شده‌است. ناکاشیبتسو  ۲۴٬۰۱۴ نفر جمعیت دارد.

## خواهرخوانده
شهر کاواساکی، کاناگاوا خواهرخواندهٔ ناکاشیبتسو، هوکایدو هست.